# Karl Ståhl
Karl Vilhelm „Kalle“ Ståhl (* 2. August 1973 in Alingsås) ist ein ehemaliger schwedischer Fußballspieler, der für AIK und GIF Sundsvall in insgesamt über hundert Spielen in der Allsvenskan auflief.

## Werdegang
Ståhl spielte in der Jugend beim Göteborger Vorortklub Floda BoIF und während eines Auslandsjahrs in England 1985/86 beim Londoner Stadtteilklub Barnes Eagles FC. Über die Nachwuchsmannschaft von Sundbybergs IK, wo er ein Jahr spielte, kam er 1990 in die Jugendabteilung von AIK. Dort rückte der Juniorennationalspieler, der sieben Auswahlspiele auf dem Niveau der schwedischen U-18- bzw. U-19-Nationalmannschaften bestritt, im Laufe der Meisterschaftssaison 1992 in den Profikader auf. Bis zu seinem Debüt in der Allsvenskan dauerte es jedoch bis zum Mai des folgenden Jahres, als er beim 2:1-Auswärtssieg bei Örgryte IS im Göteborger Gamla Ullevi in der höchsten Spielklasse als Einwechselspieler zum Zug kam. Bis zum Ende der Spielzeit 1994 bestritt der Abwehrspieler insgesamt acht Meisterschaftsspiele für AIK, dabei wurde er fünf Mal eingewechselt. Anschließend schloss er sich dem seinerzeitigen Zweitligisten GIF Sundsvall an, mit dem er Ende 1999 in die Allsvenskan aufstieg. Dort war er Stammspieler und half dem Klub, sich zwischenzeitlich in der Allsvenskan zu etablieren. Bis zu seinem Abschied am Ende der Spielzeit 2004 war er in 104 Erstligaspielen für den Klub aus Västernorrlands län aufgelaufen, dabei hatte er zwei Tore erzielt. Anschließend ließ er bei FlodaBoIF und Kubikenborgs IF seine Karriere ausklingen.
Hauptberuflich ist Ståhl als Sachbearbeiter beim Statens Pensionsverk, das die Garantierente verwaltet, angestellt. Sein Bruder Pär Ståhl spielte für den Sollentuna VK in der höchsten schwedischen Liga Volleyball.